# Världsmästerskapet i ishockey för division I
Världsmästerskap i ishockey för division I (engelska: IIHF World Championship Division I) är en årlig idrottstävling som anordnas av Internationella ishockeyförbundet. 
Divisionstävlingen spelas i två grupper.

## Resultat
| År   | Värdnation (-er)                            | Uppflyttning ▲                          | Uppflyttning ▲                          | Nedflyttning ▼                          | Nedflyttning ▼                          |
| År   | Värdnation (-er)                            | Till Ishockey-VM                        | Till Division I Grupp A                 | Till Division I Grupp B                 | Till Division II                        |
| ---- | ------------------------------------------- | --------------------------------------- | --------------------------------------- | --------------------------------------- | --------------------------------------- |
| 2001 | Frankrike (grupp A) Slovenien (grupp B)     | Polen · Slovenien                       |                                         |                                         | Estland · Litauen                       |
| 2002 | Nederländerna (grupp A) Ungern (grupp B)    | Belarus · Danmark                       |                                         |                                         | Kina · Sydkorea                         |
| 2003 | Ungern (grupp A) Kroatien (grupp B)         | Frankrike · Kazakstan                   |                                         |                                         | Kroatien · Litauen                      |
| 2004 | Norge (grupp A) Polen (grupp B)             | Belarus · Slovenien                     |                                         |                                         | Belgien · Sydkorea                      |
| 2005 | Ungern (grupp A) Nederländerna (grupp B)    | Italien · Norge                         |                                         |                                         | Kina · Rumänien                         |
| 2006 | Frankrike (grupp A) Estland (grupp B)       | Österrike · Tyskland                    |                                         |                                         | Kroatien · Israel                       |
| 2007 | Kina (grupp A) Slovenien (grupp B)          | Frankrike · Slovenien                   |                                         |                                         | Kina · Rumänien                         |
| 2008 | Österrike (grupp A) Japan (grupp B)         | Österrike · Ungern                      |                                         |                                         | Estland · Sydkorea                      |
| 2009 | Litauen (grupp A) Polen (grupp B)           | Italien · Kazakstan                     |                                         |                                         | Australien · Rumänien                   |
| 2010 | Nederländerna (grupp A) Slovenien (grupp B) | Österrike · Slovenien                   |                                         |                                         | Kroatien · Serbien                      |
| 2011 | Ungern (grupp A) Ukraina (grupp B)          | Italien · Kazakstan                     |                                         |                                         | Estland · Spanien                       |
| 2012 | Slovenien (grupp A) Polen (grupp B)         | Slovenien · Österrike                   | Sydkorea                                | Ukraina                                 | Australien                              |
| 2013 | Ungern (grupp A) Ukraina (grupp B)          | Kazakstan · Italien                     | Ukraina                                 | Storbritannien                          | Estland                                 |
| 2014 | Sydkorea (grupp A) Litauen (grupp B)        | Slovenien · Österrike                   | Polen                                   | Sydkorea                                | Rumänien                                |
| 2015 | Polen (grupp A) Nederländerna (grupp B)     | Kazakstan · Ungern                      | Sydkorea                                | Ukraina                                 | Nederländerna                           |
| 2016 | Polen (grupp A) Kroatien (grupp B)          | Slovenien · Italien                     | Ukraina                                 | Japan                                   | Rumänien                                |
| 2017 | Ukraina (grupp A) Storbritannien (grupp B)  | Österrike · Sydkorea                    | Storbritannien                          | Ukraina                                 | Nederländerna                           |
| 2018 | Ungern (grupp A) Litauen (grupp B)          | Storbritannien · Italien                | Litauen                                 | Polen                                   | Kroatien                                |
| 2019 | Kazakstan (grupp A) Estland (grupp B)       | Kazakstan · Belarus                     | Rumänien                                | Litauen                                 | Nederländerna                           |
| 2020 | Inställd på grund av Covid-19-pandemin.     | Inställd på grund av Covid-19-pandemin. | Inställd på grund av Covid-19-pandemin. | Inställd på grund av Covid-19-pandemin. | Inställd på grund av Covid-19-pandemin. |
| 2021 | Inställd på grund av Covid-19-pandemin.     | Inställd på grund av Covid-19-pandemin. | Inställd på grund av Covid-19-pandemin. | Inställd på grund av Covid-19-pandemin. | Inställd på grund av Covid-19-pandemin. |
| 2022 | Slovenien (grupp A) Polen (grupp B)         | Slovenien · Ungern                      | Polen                                   |                                         |                                         |
| 2023 | Storbritannien (grupp A) Estland (grupp B)  | Storbritannien · Polen                  | Japan                                   | Litauen                                 | Serbien                                 |
| 2024 | Italien (grupp A) Litauen (grupp B)         | Ungern · Slovenien                      | Ukraina                                 | Sydkorea                                | Nederländerna                           |
| 2025 | Rumänien (grupp A) Estland (grupp B)        | Storbritannien · Italien                | Litauen                                 | Rumänien                                | Kroatien                                |
| 2026 | Polen (grupp A) Kina (grupp B)              |                                         |                                         |                                         |                                         |

## Grupp B

### Mästare (1951–2000)
| År   | Landslag       |
| ---- | -------------- |
| 1951 | Italien        |
| 1952 | Storbritannien |
| 1953 | Italien        |
| 1955 | Italien        |
| 1956 | Östtyskland    |
| 1959 | Rumänien       |
| 1961 | Norge          |
| 1962 | Japan          |
| 1963 | Norge          |
| 1965 | Polen          |
| 1966 | Tyskland       |
| 1967 | Polen          |
| 1969 | Östtyskland    |
| 1970 | USA            |
| 1971 | Schweiz        |
| 1972 | Polen          |
| 1973 | Östtyskland    |
| 1974 | USA            |
| 1975 | Östtyskland    |
| 1976 | Rumänien       |
| 1977 | Östtyskland    |
| 1978 | Polen          |
| 1979 | Nederländerna  |
| 1981 | Italien        |
| 1982 | Östtyskland    |
| 1983 | USA            |
| 1985 | Polen          |
| 1986 | Schweiz        |
| 1987 | Polen          |
| 1989 | Norge          |
| 1990 | Schweiz        |
| 1991 | Italien        |
| 1992 | Österrike      |
| 1993 | Storbritannien |
| 1994 | Schweiz        |
| 1995 | Slovakien      |
| 1996 | Lettland       |
| 1997 | Belarus        |
| 1998 | Ukraina        |
| 1999 | Danmark        |
| 2000 | Tyskland       |